# Бенно фон Нортхайм
Бенно (Бернхард) фон Нортхайм (на немски: Benno/Bernhard von Northeim; * ок. 970/985; † ок. 1049) от графския род Нортхайми е граф на Нортхайм, в Ритигау и в Хесенгау. Принадлежи заедно с Билунгите и графовете на Щаде (Удони) към най-влиятелните личности в източна Саксония.

## Биография
Той е по-малък син на граф Зигфрид I фон Нортхайм (* ок. 965; † 15 август 1004), граф в Ритегау и Нортхайм, и съпругата му Матилда. Брат е на Зигфрид II фон Нортхайм († ок. 1025).
На 30 април 1002 г. Бенно (Бернхард) заедно с брат му Зигфрид II и братята графовете Хайнрих II фон Лизгау († сл. 1007) и Удо фон Катленбург († сл. 1040) убива германския кандидат за трона маркграф Екехард I фон Майсен в Пфалц Пьолде. Понеже е още млад не е осъден.
Той, както брат му Зигфрид II, често е споменаван като свидетел в документи на епископ Майнверк фон Падерборн. През 1024 г. той е в саксонската опозиция против трон-кандидата Конрад II, и по-късно го признава. Чрез епископ Майнверк той става граф в Итер-, Нетех- и Аугау, с което увеличава могъщността на фамилията.

## Фамилия
Бенно (Бернхард) се жени между 1015 и 1018 г. за Айлика фон Швайнфурт или фон Щаде-Нордмарк (* ок. 1000; † 1 февруари 1056), дъщеря на маркграф Хайнрих фон Швайнфурт-Нордгау († 1017) и Герберга фон Глайберг († сл. 1036). Той има един син:
- Ото Нортхаймски (* 1020; † 11 януари 1083), херцог на Бавария (1061 – 1070)

Вдовицата му Айлика фон Швайнфурт се омъжва втори път ок. 1020 г. за херцог Бернхард II от Саксония († 1059).